# Srednje kameno doba
Mezolitik ili srednje kameno doba (o. 10 000 god. pr. Kr. - o. 6500 god. pr. Kr.) je prijelazno razdoblje između paleolitika u neolitik. Početak vremenski otprilike odgovara koncu pleistocena odnosno početku holocena. Srednje kameno doba je trajalo, odnosno usporedno je vremenski išlo s donjim holocenom, odnosno njegovim podrazdobljima predborealom i borealom. 
Neki autori govore i o kasnom paleolitiku (8.000-5500 god. pr. Kr.). Katkad se kulture donjega i srednjega paleolitika zajednički nazivaju protolitik, a one gornjega paleolitika i mezolitika, miolitik. Kada se umjesto mezolitika rabi naziv srednje kameno doba, valja razlikovati mezolitik kao razdoblje između paleolitika i neolitika od srednjeg kamenog doba u Africi koje vremenski odgovara srednjem paleolitiku u Europi. Neki autori to prijelazno razdoblje raščlanjuju na epipaleolitik ili produženi paleolitik i protoneolitik, odnosno razdoblje koje je prethodilo klasičnomu neolitiku. 
Pripada vremenu geološke sadašnjosti, tj. holocenu, a početak mezolitika uvjetovan je završetkom ledenog doba (pleistocena) 10.000 godina prije sadašnjosti, naglo se povećava temperatura i povećava se koncentracija vlažnog zraka. Temperature bilježe osciliranja, kao i značajnija zahlađivanja u pojedinim razdobljima, no u ukupnosti temperature se približavaju temperaturama iz sadašnjosti. Osnovno obilježje su klimatske promjene: zatopljenje, povlačenje leda, podizanje razine vode (pr. Jadransko more podiglo se za 100 m) i promjena obalnih linija. Tako se mijenja i biljni i životinjski svijet, ledenodobne životinje izumiru ili se sele na krajnji sjever, a ljudi život prilagođavaju tom izmijenjenom okolišu. 
Tako se razvija lov na brzu divljač (srne, jeleni, divlja goveda, divlje svinje) i ptice, a glavno oružje postaju luk i strijela. Nabujale rijeke, potoci, jezera nude nove izvore hrane, pa se razvijaju ribolov i sakupljanje školjaka, što zahtijeva i novu vrstu oružja i oruđa, a to su mikroliti izrazito geometrijskih oblika čijim se usađivanjem dobivanju koplja, sulice, strjelice, harpuni. Brojne su i koštane izrađevine: šila, igle, udice, bodeži, nakit. Iz mezolitika potječu i najstariji nalazi čamaca izdubljenih u deblu (monoksil), ali i onih načinjenih šivanjem životinjskih koža. Novim načinom života smanjuju se migracije i omogućuje se stvaranje stalnijih naseobina.

## Terminologija
U različitim kontekstima termin "mezolitik" može označavati stadij tehnološkog razvoja (mikroliti, složena oruđa), kronološko razdoblje (rani holocen) ili pak društveno-ekonomski sustav (upotreba širokog spektra resursa, polusjedilački način života). Ponekad se kao sinonim upotrebljava naziv epipaleolitik, koji ipak češće ima druga značenja. Neki autori ograničavaju primjenu naziva mezolitik samo na ljudska društva lovaca-sakupljača na sjeveru i zapadu Europe, koja su živjela u šumama tijekom 6000 godina, prije dolaska neolitičkog načina života. 
Vere Gordon Childe je naziv mezolitik ili protoneolitik ograničavao samo na predneolitičke ljudske zajednice jugozapadne Azije, odnosno srednjeg istoka. 
Kako bi se ublažila terminološka konfuzija, neki autori predlažu da glavni kriterij bude kronološki aspekt, to jest da u mezolitik budu uključeni svi lovci-sakupljači iz doba holocena, bez obzira na njihovu lokaciju ili tehnološki stupanj razvoja, pod uvjetom da su većinu hrane dobivali iz prirodnih izvora, a ne iz uzgoja (agrikulture). Prema ovom stajalištu, razdoblje mezolitika bilo bi najduže na sjeverozapadu Europe, jer je neolitički način života tamo prevladao relativno kasno (prije oko 6000 godina).
Naziv mezolitik rijetko se upotrebljava za afričke lovce-sakupljače holocena. Na američkom kontinentu, holocenske lovce-sakupljače svrstava se u "arhaičko" razdoblje, dok se rana poljoprivredna društva bez keramike svrstavaju u "formativno" razdoblje.

## Tehnologija
Za mezolitik su karakteristični mikroliti ili mala kamena sječiva, od kojih su mnoga kraća od 10 mm. Mikroliti su bili dijelovi složenih lovačkih oružja, npr. vrhova strijela ili harpuna. Luk i strijela u mezolitiku postaju glavno lovačko oružje. Mikroliti su se s vremenom razvijali, pa arheolozi razlikuju različite tipove i podtipove mikrolita, koji mogu pomoći u kronološkom datiranju nalaza.  
Poznata su tri glavna tipa mikrolita. Najstariji tip mikrolita sa širokim sječivom, vodi porijeklo iz gornjeg paleolitika (mikroliti iz tog razdoblja nazivaju se ahrensburški mikroliti), a rasprostranjen je u Skandinaviji, Britanskom otočju i sjeverozapadnoj Europi. U Skandinaviji se ti mikroliti zovu maglemoški (prema kulturi Maglemose), a na drugim područjima se jednostavno nazivaju "rani mezolitički".
U južnijim područjima Europe pojavili su se razrađeniji tipovi mikrolita s užom oštricom i pravilnijih geometrijskih oblika. To su soveterijanski mikroliti (nazvani prema francuskom nalazištu Sauveterre-La-Lemance). Oni su se od 10000. do 7000. g. pr. Kr. proširili iz središnje Francuske širim područjem Europe. 
Treći glavni tip su mikroliti trapezoidnog oblika koji su nastali na sjeverozapadu Europe nakon 7000. g. pr. Kr., a nazivaju se tardenoaški mikroliti (prema nalazištu Fere-en-Tardenois, u Francuskoj). 
U mezolitiku su upotrebljavana i oruđa od kosti, rogova i drva. U ribolovu su korištene mreže, zamke, vrše i harpuni. Proširena je bila upotreba čamaca iz izdubljenog debla drveta i vesala. U mezolitiku je na nekim mjestima prvi put dokumentirana upotreba nativnog, hladno obrađenog bakra, izrada košara i keramičkih posuda (u Japanu već prije 12000 godina; u sjevernoj Africi prije 9000 godina). 

## Mezolitik u Europi

### Sjeverna Europa
Nakon povlačenja leda, šume su ubrzo prekrile područja današnje sjeverne Njemačke i Poljske, te južne Skandinavije. U tim su šumama ljudi živjeli lovačko-sakupljačkim načinom života, iskorištavajući divljač, jestive biljke, ribu i školje iz rijeka, jezera i mora. 
Na području današnje Danske i južne Švedske postojale su mezolitičke kulture nazvane Maglemose, Kongemose i Ertebolle. Karakterizirane su kamenim sjekirama, mirolitičkim oruđima i oruđima izrađenima od kosti i rogova. Kultura Ertebolle na području sjeverne Njemačke poznata je pod nazivom kultura Ellerbek. Na području Poljske, kultura Komornica vrlo je slična i otprilike istodobna s maglemoškom kulturom (vidi dolje), a nasljedila ju je kultura Chojnice-Pienki. 
Kod Friesacka, oko 150 km od Berlina, dobro je očuvano nalazište uz obalu jezera, na kojem su lovci-sakupljači između 8700. i 7800. g. pr. Kr. boravili više puta. Tamo su nađeni brojni drveni predmeti koji su ostali očuvani u anaerobnim uvjetima ispod površine vode - između ostalog i lukovi, strijele, košare i mreže. Stanovnici Friesacka lovili su jelene, srne, divlja goveda, dabrove, zečeve, male mesoždere, ptice, štuke, somove i kornjače. 
Na području južne Švedske, ljudi su uglavnom preživljavali od ribolova i lova na tuljane. U špilji na baltičkom otoku Stora Karlsö nađeni su ostaci preko tisuću tuljana koji su ulovljeni oko 7200. g. pr. Kr. 
Nakon godine 6500. pr. Kr. mezolitičke kulture sjeverne Europe postaju sve složenije i različitije. Na nekim mjestima ljudi su živjeli preko cijele godine. Dokazi ovakvog sedentarnog načina života su velike kamene sjekire, keramika, zamke za ribe i pokapanje mrtvih na grobljima. Iz kasnog mezolitika znamenite su Ertebollske gomile školjaka u Danskoj - veliki depoziti milijuna školjaka, koji također sadrže i kamena oruđa i životinjske kosti. Te su gomile poznate kao "kuhinjske gomile" ("kokkenmoddinger" na danskom, odnosno "kitchen middens" na engleskom). Sama kultura Ertebolle dobila je ime po jednoj takvoj gomili, velikoj 120x20x2 metra, na sjeveru Danske, koju je sredinom 19. stoljeća ispitivala posebna komisija čiji je zadatak bio da utvrdi jesu li te gomile školjaka prirodna pojava ili su djelo ljudskih ruku. Nakon nje otkriveno je još mnogo sličnih gomila na sjeveru i zapadu Danske. 
Osim obalnih naselja, postoje i ostaci naselja u unutrašnjosti. Ringkloster, na obali jezera Skanderborg, u Danskoj, bio je nastanjen između 5400. i 3550. g. pr. Kr. Tamo su nađeni tragovi lova na divlje svinje i lasice, ali i ostaci riba i dupina. U naselju Ageröd V, u Švedskoj, koje je bilo smješteno na otoku na jezeru, ljudi su od riba lovili grgeča, linjka i deveriku, a na kopnu jelene, srne, losove i divlje svinje. U mjestu Dabki, na sjeveru Poljske, između 5400. i 4600. g. pr. Kr. lovljeni su dabrovi, jeleni i patke, te razne vrste slatkovodnih riba (najviše štuka i grgeč). U Poljskoj su nađene keramičke posude sa zašiljenim dnom, vrlo slične Ertebolle keramici iz južne Skandinavije. 
Mnogi ostaci naselja kulture Ertebolle postoje na obali Danske i južne Švedske uz ušća rijeka i u fjordovima. U Tagerupu, u Švedskoj nađeni su ostaci dvije okrugle kolibe promjera oko 7,5 metara, te jedne drvene kuće dugačke oko 15 metara. Osobita značajka kulture Ertebolle je keramika, koja se pojavljuje u dva tipa: posude debelih stijenki sa zašiljenim dnom i male ovalne posude nazvane "svjetiljke". Druga važna osobina kulture Ertebolle su velike zamke za ribe.
U Vedbaeku, u Danskoj, pronađeno je 1975. godine prvi put groblje kulture Ertebolle. Ljudi su pokapani u ispruženom položaju, ležeći na leđima. Mnoga tijela posipana su crvenim okerom (željeznim oksidom). U grobovima starijih ljudi često se nalaze jelenski rogovi. Žene su pokapane s ogrlicama od školjaka i životinjskih zubi, a muškarci s kamenim oruđem. U jednom su grobu pronađeni kosturi žene s novorođenčetom, koje je bilo položeno na labudovo krilo. Kasnije su u Švedskoj pronađena još dva groblja ove kulture, Skateholm I i Skateholm II, gdje su u nekim grobovima, pored ljudskih, nađeni i kosturi pasa.
U južnoj Danskoj, u Mollegabetu, iskopan je 1991. grob u kojem je tijelo bilo položeno u čamac izduben iz debla drveta lipe. Taj nalaz ukazuje da bi kasnija nordijska tradicija pokapanja u čamce možda mogla imati duboke pretpovijesne korijene. 
Na danskom otoku Fyn je mezolitičko naselje Tybrind Vig, koje se sada nalazi 2-3 metra ispod morske površine, a bilo je naseljeno u dugom razdoblju od 5500. do 4000. g. pr. Kr. Tamo su, zbog povoljnih uvjeta bez prisutnosti zraka, očuvani mnogi drveni predmeti, kao što su drvene ručke, koplja, lukovi, strijele, vesla ukrašena geometrijskim šarama i čamci izdubljeni iz drveta lipe, među njima i jedan dug 9,5 metara. No najzanimljiviji je nalaz tkanine sačinjene od vlakana lipe i vrbe - do sada najstarija pronađena tkanina u Europi. 
Značajna su još dva nalazišta: u Alträsketu, na sjevernoj obali Botničkog zaljeva nalaze se ostaci zemunica s ognjištima. A na dalekom sjeveru Norveške u Slettnesu, na otoku Soroya, ostaci su mezolitičkih nastambi, uz kamenje na kojem su ugravirani prikazi šumskih životinja.

### Sjeverozapadna Europa
Najpoznatije mezolitičko nalazište u Velikoj Britaniji je Star Carr u Yorkshireu. To nam nalazište daje dobar uvid u prehranu ljudi iz 9. tisućljeća pr. Kr. Radi se o sezonskom naselju, smještenom na obali postglacijalnog jezera, u kojemu su ljudi boravili početkom ljeta, vjerojatno zbog lova na jelene. Ostaci su dobro očuvani u jezerskom blatu. U Star Carru su iskopane kosti jelena, srna, lisica, losova, dabrova, lasica i divljih goveda. Začudo, nisu nađeni ostaci riba. Od ptica su nađeni ronac, mali plijenor i ćubasti gnjurac, a od jestivih biljaka lješnjaci, koprive, vodeni orah, gorki trolist i bijela loboda.
Mount Sandel u Sjevernoj Irskoj, najstarije je arheološko nalazište na području Irske, a bilo je naseljeno prije 9000 godina. Nalazi uključuju geometrijske mikrolite s uskim sječivom, ali i nešto širokih tipova mikrolita. Od kostiju sisavaca, 98% pripada divljoj svinji, a od riba losos i pastrva čine 80%, no ima i ostataka jegulja i grgeča. Od ptica su pronađeni tetrijeb, šljuka i različite vrste pataka. U Mount Sandelu nalaze se i tragovi nekoliko okruglih koliba sa središnjim ognjištem. 
Kod L'Abri du Papea, u Belgiji, ljudi su tijekom 8. i početka 7. tisućljeća pr. Kr. lovili jelene, srne, divlje svinje, divlja goveda,vidre, lisice i divlje mačke, no najviše su se hranili slatkovodnom ribom i pticama, od kojih je pronađeno preko 30 vrsta. 
u Teviecu i Hoëdicu u Bretanji otkriveni su mikroliti trapezoidnog oblika, što ih svrstava u nalazišta kasnog mezolitika. Pored njih nađene su velike količine školjaka i ribljih kostiju (uglavnom od riba usnača).
U Polderwegu, u Nizozemskoj, mezolitičko je naselje bilo smješteno na obali rijeke. Ljudi su tamo boravili zimi, tijekom druge polovice 6. tisućljeća pr. Kr. Otkriveni su ostaci različitih vrsta riba, koje su vjerojatno lovljene zamkama. Od sisavaca, najvažniji su bili dabar i vidra. Pronađena je i jednostavna keramika, što ukazuje na kontakte lovaca-sakupljača s ranom neolitičkom kulturom linearno-trakaste keramike (Linearbandkeramik).

### Središnja i južna Europa
U području Alpa, mezolitički lokaliteti otkriveni su u alpskim dolinama, ali i na planinama do nadmorske visine od 2300 metara. U Italiji, nalazišta Vaiale (830 m nadmorske visine) i Rondenetto (1780 m nadmorske visine) s nalazima soveterijanskih mikrolita, vjerojatno su bili sezonski logori mezolitičkih lovaca.
Iz nešto kasnijeg razdoblja (s početka 7. tisućljeća pr. Kr.) potječu dva lovačka logora, oba na nadmorskoj visini od oko 2000 metara - Lago delle Buse i Laghetti del Crestoso. U Monteval del Sora, u Dolomitima, na visini od 2100 metara, pronađen je grob star 6500 godina, u kojemu je bio kostur 40-godišnjeg muškarca, visokog 167 cm, pokopanog s kamenim oruđem, artefaktima od kostiju i rogova, te ogrlicom od probušenih jelenskih zuba.  
Na području Furlanije (sjeveroistočna Italija) više je mezolitičkih nalazišta, koja su djelomično istražena. U pećinama u okolici Trsta (kao što je Grotta dell'Edera) pronađena su ognjišta, morske školjke i kamene ogrlice od pješčenjaka iz 6500. g. pr. Kr.
Na području Puglie, u središnjoj Italiji, više je spilja s nalazima iz mezolitika. Prema jednoj od njih, Grotta Romanelli, dobio je naziv jedan osobit tip mikrolita - romanelijski.
Nalazište Breg, kod Ljubljane, u Sloveniji, potječe iz 6. tisućljeća pr. Kr. Među ostacima životinja iz Brega nalaze se jelen, srna, divlja svinja, vidra i različite ribe. Slični su ostaci na nalazištu Pod Črmukljo, također u blizini Ljubljane. Koštani harpuni nađeni su u Bregu i u spilji Spehovki. 
Pupićina peć u Istri, u Hrvatskoj, kao i okolna nalazišta Šebrn i Kotle, sadržavala su mikrolite, probušene morske školjke i probušene jelenske zube, stare između 9500 i 10000 godina. 
U Crnoj Gori poznata su mezolitička nalazišta Crvena Stijena i Odmut, stara oko 7000 godina. U Albaniji, nekoliko je spilja sadržavalo mezolitičke artefakte, osobito spilja Konispol u blizini granice s Grčkom. 
Lepenski vir u Srbiji, jedno je od najpoznatijih mezolitičkih i neolitičkih lokaliteta uopće, no osim njega na Balkanu ima razmjerno malo nalaza iz razdoblja mezolitika. 
Slična je situacija i u Grčkoj, gdje postoji samo nekoliko mezolitičkih nalazišta. Moguće je da u ranom postglacijalnom razdoblju, u velikom dijelu Grčke uopće nije bilo ljudske populacije. Ili se pak radi o utjecaju okolišnih faktora - npr. možda su porast morske razine i nakupljanje sedimenata u dolinama rijeka prekrili mezolitičke lokalitete. 
U Grčkoj je znameniti lokalitet spilja Franchthi,na Peloponezu, koja je bila naseljena od prije 35000 godina do prije 5000 godina, dakle u razdoblju koje se proteže od gornjeg paleolitika do kraja neolitika. Mezolitičko razdoblje u Spilji Franchthi trajalo je od 8700. g. pr. Kr. do 7500. g. pr. Kr. U ranom razdoblju nalaze se mikroliti i ostaci životinja, uglavnom jelena i riba (čak i velikih riba, kao što su tune). Značajan je nalaz opsidijana (vulkanskog stakla), koji se koristio za izradu oruđa, a koji potječe s otoka Melosa, udaljenog više od 100 kilometara preko mora, što ukazuje da su ljudi tog doba bili sposobni moreplovci.
Mezolitički nalazi u Austriji su dosta oskudni, ali su u Švicarskoj i Njemačkoj brojni. Sastoje se uglavnom od soveterijanskih mikrolita koji se ne razlikuju mnogo od sličnih mikrolita u drugim dijelovima Europe. Nalazišta iz kasnog mezolitika, koja su razmjerno rjeđa od nalazišta iz ranog mezolitika, sadrže trapezoidne mikrolite. U Henauhofu, kraj jezera Federsee, nađena su ognjišta sa spaljenim fragmentima kosti, uz uobičajene mikrolite, a nalazište je datirano u razdoblje od 8. do 6. tisućljeća pr. Kr. Soveterijanski mikroliti nađeni su u manjoj mjeri i u Slovačkoj (Sered) i u Mađarskoj.

### Istočna Europa
Nakon završetka posljednjeg ledenog doba i povlačenja leda, koji je prekrivao velike dijelove istočne Europe, s juga je krenula ponovna kolonizacija tih područja. Ljudi su krenuli prema sjeveru, te došli do istočnog Baltika i Karelijske prevlake oko 9000. godine pr. Kr., a Botnički zaljev u Finskoj dosegnuli su između 7500. i 6400. g. pr. Kr. 
Na kraju ledenog doba i prijelaza paleolitika u mezolitik, na području sjeverne Poljske, Bjelorusije i sjeverozapdne Rusije postojala je Swiderijanska kultura (nazvana prema mjestu Swidry Wielkie, u Poljskoj), koja je okončana između 9000. i 8000. g. pr. Kr. Na Karelijskoj prevlaci nađena je jedna od najstarijih mreža za ribolov (oko 8500. g. pr. Kr.).
Varijante, odnosno nasljednice ove Swiderijanske kulture su sljedeće kulture: Komornica (Poljska), Kudlaevka (Bjelorusija), Narva (Latvija), Kunda (Estonija), Veretye (Rusija) i Suomusjärvi (Finska). Zapadnije od njih, na području južnog Baltika, rana mezolitička kultura Maglemose preobrazila se u kasnu mezolitičku kulturu Kongemose, oko godine 7000. pr. Kr. U to doba pojavljuju se trapezoidalni mikroliti. Keramika je u ovim područjima istočne Europe ušla u opću upotrebu do godine 5400. pr. Kr., a vjerojatno je uvedena preko južnog Sibira. Keramika ipak nije dovoljan razlog da se ova društva svrstaju pod neolitičko razdoblje (u tehnološkom smislu), jer im nedostaju ostale (najbitnije) sastavnice "neolitičkog paketa", tj. uzgoj životinja i biljaka. Tako i južnoskandinavska kultura Ertebolle, koja je upotrebljavala keramiku (vidi gore), spada još uvijek u razdoblje mezolitika. 
U ovim su se područjima Europe ljudi osobito oslanjali na izvore hrane iz mora i jezera. Česti su nalazi čamaca i vesala (tamo gje su uvjeti za njihovo očuvanje bili povoljni, npr. u jezerskom mulju), te udica, kopalja za lov na ribe i harpuna. Razvijene su specijalizirane metode lova na tuljane. Postoje znakovi da se iskorištavanje tuljana i ostalih obalnih resursa povećalo u kasnom mezolitiku (nakon 7000. g. pr. Kr.), osobito među onim lovcima-sakupljačima koji su počeli upotrebljavati keramiku. Štoviše, neki autori tvrde da je uporaba keramike znatno olakšala preradu i čuvanje tuljanovog ulja, što je potaknulo lovačku specijalizaciju i trgovinu. 
Na području koje obuhvaća današnju sjeveroistočnu Poljsku, pribaltičke države, sjevernu Bjelorusiju i sjeverozapadnu Rusiju, na obalama jezera nađena su brojna mezolitička naselja lovaca-sakupljača. Primjer takvog naselja je Abora, na jezeru Lubana, u istočnoj Latviji (4100-2200. g. pr. Kr.). U Abori, kao i na mnogim drugim mjestima, pronađeni su ostaci drvenih kuća na stupovima (sojenica), koje su imale jednu ili više soba, te kamenom ograđena ognjišta. Kuće su imale površinu od 30 do 50 kvadratnih metara. 
Na ovom se području nalaze i brojna groblja kroz cijelo razdoblje mezolitika, od 10. do kraja 3. tisućljeća pr. Kr. Među najveća groblja u istočnoj Europi ubraja se Zvejnieki, u Latviji. Zanimljivo je da je to groblje bilo upotrebljavano tijekom više od 4000 godina - između 7300. i 2800. g. pr. Kr. Kroz cijelo to vrijeme prisutna je simbolika povezana s divljim životinjama, ali se ipak može pratiti postupna promjena pogrebnih običaja. Tako su, na primjer, u prvom dijelu ovog dugog razdoblja (7300-6100. pr. Kr.) najčešći grobni prilozi bili ogrlice od životinjskih zubiju, a u drugom dijelu (6100-2800. pr. Kr.) najviše se nalazi nakit od jantara. 
Najveće mezolitičko groblje u Europi nalazi se u Rusiji, na malom otoku na jezeru Onega, nazvanom Jelenski otok (Olenii ostrov ili Oleneostrovskii mogilnik). Tamo se nalazi oko 500 grobova iz razdoblja između 6400. i 6000. g. pr. Kr. Čini su da su groblje upotrebljavale dvije populacije ljudi, možda dva klana. Naime, grobovi na sjevernom dijelu groblja povezani su sa skulpturama koje prikazuju losa, a grobovi na južnom dijelu sa skulpturama zmija i ljudi. U grobovima su nađene tisuće predmeta - probušeni zubi losa i dabra, kameni noževi, izrezbarene kosti i skulpture od rogova, harpuni, udice, vrhovi koplja i strijela, igle, šila, i drugi artefakti.  

## Unutarnje poveznice
- Hrvatski povijesni prostor u srednjem kamenom dobu

## Vanjske poveznice
- Hrvatska enciklopedija (LZMK): srednje kameno doba
- Darko Komšo, "Mezolitik u Hrvatskoj", Izvorni znanstveni članak, Arheološki muzej Istre, Pula 2007., s web stranice hrcak.srce.hr (hr.) (en.)